# QRN ruft Bretzelburg
QRN ruft Bretzelburg (OT: QRN sur Bretzelburg) ist ein Comic aus der Reihe Spirou und Fantasio, der 1961–1963 von dem Zeichner André Franquin und dem Texter Greg geschaffen wurde. In dieser Geschichte reisen die beiden Hauptfiguren in ein deutschsprachiges Phantasieland.

## Bezeichnungen (im Original und in den Übersetzungen)
| Kategorie     | Original                            | Übersetzung Rolf Kauka                         | Übersetzung Carlsen-Verlag          | Kurzinformation                      |
| ------------- | ----------------------------------- | ---------------------------------------------- | ----------------------------------- | ------------------------------------ |
| Personen      | Marsupilami                         | Kokomiko                                       | Marsupilami                         | Wundertier aus dem Urwald Palumbiens |
|               | Marcelin Switch                     | Robert Wanninger                               | Bruno Ukaweh                        | Funkamateur                          |
|               | Roi Ladislas de Bretzelburg         | Stavo/Staatsratsvorsitzender/Genosse Spitzbart | König Ladislaus von Bretzelburg     |                                      |
|               | Fantasio                            | Pit                                            | Fantasio                            |                                      |
|               | Spirou                              | Pikkolo                                        | Spirou                              |                                      |
|               | General Schmetterling               | Marschall Ivan Sownjet                         | General Schmetterling               |                                      |
|               | Dr. Kilikil                         | Dr. Kilikil                                    | Dr. Kilikil                         |                                      |
|               | Prince Farfalla                     | Marschall Musketier                            | Prinz Farfalla                      |                                      |
|               | Adolf                               | Gorilla                                        | Tobias                              | Handlanger von Dr. Kilikil           |
|               | Prinzessin                          | APO-Lina                                       | Präsidentin von Wichtenstein        |                                      |
| Orte, Gebäude | Bretzelburg                         | Bretzelburg                                    | Bretzelburg                         | ein deutschsprachiges Land           |
|               | Krollstadt                          | Berlin O                                       | Krollstadt                          | Stadt in Bretzelburg                 |
|               | Festung Schnapsfürmich              | Burg Bretzelburg                               | Schloss Hohenstein                  |                                      |
|               | Maquebasta                          | Bonhalla                                       | Wichtenstein                        | Nachbarland von Bretzelburg          |
| anderes       | Zug Paris-Brüssel-Zürich-Krollstadt | Zug Bonhalla-Berlin O                          | Zug Paris-Brüssel-Zürich-Krollstadt |                                      |

## Inhaltsangabe der französischen Originalversion
Das Marsupilami verschluckt ein Transistorradio, wodurch der Funkverkehr zwischen dem Funkamateur Marcelin Switch und dem ’’Roi Ladislas de Bretzelburg’’ gestört wird (dies wird durch die Q-Gruppe QRM in der Betriebssprache bezeichnet, s. u.). Während Spirou und Marcelin das Marsupilami in eine Tierklinik bringen, wo ihm das Radio entfernt wird, wird Fantasio, während er sich in Marcelins Haus aufhält, von zwei militant agierenden Agenten einer fremden Macht mit Marcelin verwechselt und statt seiner entführt. Spirou und Marcelin führen das auf Bretzelburg zurück und fahren im Zug Paris-Brüssel-Zürich-Krollstadt in das deutschsprachige Land Bretzelburg. Fantasio wird dort auf der Festung Schnapsfürmich (Schloss Hohenstein) festgehalten und auf Veranlassung von General Schmetterling von Dr. Kilikil auf unterschiedliche Arten gefoltert.
In Krollstadt, einer Bretzelburger Stadt mit pedalbetriebenen Autobussen und mit Zeitungspapier bekleideten Passanten angelangt, erhalten Spirou und Marcelin Hilfe von der gut funktionierenden Untergrundbewegung der Bevölkerung. Das Marsupilami flieht aus der Klinik und macht sich ebenfalls auf den Weg nach Bretzelburg. Aufgedeckt werden schließlich die üblen Machenschaften des Generals Schmetterling, der den König kontrolliert und dadurch der eigentliche Machthaber des Landes ist. Dieser tritt auch verkleidet als Farfalla (italienisch für Schmetterling) im Nachbarreich Maquebasta auf und verkauft völlig veraltete Waffen und Waffenattrappen an Bretzelburg und an das von der Prinzessin als Präsidentin regierte Nachbarreich.

## Französische Albenausgabe von 1966
Die von André Franquin ab 1961 mit Unterbrechungen gezeichnete Geschichte ist im Maximalfall 65 Seiten und einen Streifen lang. Für die gängige belgische Albenausgabe bei Dupuis musste sie auf 61 Seiten reduziert werden. Dabei wurden die ersten acht Seiten auf vier Seiten gekürzt, sowie ein Streifen, in welchem Fantasio mit zu kleinen Schuhen gefoltert wird, entfernt. Der letzte Streifen auf der letzten Seite zeigt einen Bretzelburger beim Wegkehren von überflüssigen Helmen und Ehrenabzeichen. In der Originalfassung sprechen die Anhänger von Schmetterling immer wieder einige Worte deutsch. Details in den Zeichnungen legen Anspielungen auf das Dritte Reich nahe.

## Kauka-Übersetzung von 1969 (QRN ruft Bretzelburg)
In der deutschen Bearbeitung von Rolf Kauka (1969) wurden die von den Urhebern bereits geschaffenen politischen Anspielungen auf die Situation Bundesrepublik Deutschland-DDR der 1960er-Jahre abgeändert. Die Originalfassung und die Kauka-Übersetzung bieten somit eine reichliche Basis für Interpretationen der Polit-Satire.
Einen politischen Comic mit Anspielung auf einen deutschen Staat hatte Kauka also bereits von den Urhebern erhalten (und nicht, wie oft behauptet wird, dahingehend geändert). Kauka nutzte jedoch die Gunst der Stunde und machte aus dem französischen und dem deutschen Reich der Originalfassung eine Anspielung auf zwei deutsche Staaten, Bonhalla und Berlin O. Weiter verlegte er die Handlung auch in der Zeitdomäne und ließ sie, aus der Sicht von 1969, in der Zukunft um 1975 (mit der deutschen Tagespolitik von ca. 1968/69) spielen. Die auf der letzten Seite feiernden Bretzelburger nehmen bereits die Wiedervereinigung der beiden deutschen Staaten vorweg. Somit war Kauka seiner Zeit nicht um sechs, sondern um 20 Jahre voraus.
Für die Bearbeitung erhielt er die ungekürzte Version und veröffentlichte die Geschichte im ummontierten Taschenbuchformat (im FF-Extra 2, 1969). Einige wenige Zeichnungen hat auch er wegfallen lassen, die Folterszene blieb jedoch. An einigen Sprechblasen – mit deutschen Worten – hat er sogar den Originaldruck unverändert belassen. Wenn von Kaukas sehr freier deutscher Bearbeitung von franko-belgischen Comics die Rede ist, werden fast immer Siggi und Babarras (Kaukas Asterix-Version) und QRN ruft Bretzelburg erwähnt. Bei letzterem wird einiges, was auf Franquin und Greg zurückgeht (etwa die mit Zeitungspapier bekleideten Bretzelburger), Kauka unterstellt.

## Carlsen-Ausgaben von 1987 und 2003 (QRN ruft Bretzelburg)
In der deutschen Bearbeitung von 1987 hielten sich die Übersetzer stärker ans Original. Einige Namen wurden eingedeutscht. Der Kontrast, den einige Worte auf Deutsch im sonst französischen Text hervorrufen, ging in der deutschen Bearbeitung notgedrungen verloren. Die am Anfang der Geschichte gekürzten Zeichnungen wurden wieder eingefügt, nicht jedoch der Streifen mit der Folterszene. Letzteres mag daran gelegen haben, dass man wegen eines Streifens nicht 33 Seiten ummontieren wollte. In der Ausgabe von 2003 blieb es bei dieser Montage, jedoch wurde in den an die Geschichte anschließenden Erläuterungen der Streifen in einer etwas kleineren Größe mit deutschem Text abgebildet.

## Weitere Aspekte
- Im Album Le dictateur et le champignon  (dt. Champignons für den Diktator) von 1953 persifliert Franquin eine südamerikanische Militärdiktatur und zeigt auch hier bereits die Rolle der Rüstungsindustrie. In einem kurzen Streifen tritt Zantafio wie Adolf Hitler auf. Statussymbole werden ebenfalls benutzt.
- Der ursprüngliche Titel war QRM sur Bretzelburg. Im Funksprechverkehr steht QRM für Störung durch andere Stationen, QRN für Atmosphärische Störungen.
- Als Marcelin mit Spirou über Comic-Helden spricht, reagiert Spirou verärgert und mit falschen Antworten (in der Zeichnung und im Originaltext). Kauka nutzte die Stelle für Eigenlob und seine Figuren aus, Pikkolo gibt keine falschen Antworten. Bei Carlsen entspricht die Übersetzung dramaturgisch dem Original (jedoch teilweise mit Namensänderungen).
- Der König wird vom General beim Fernsehen gestört, im Original will er sich Roquet-belles-oreilles (The Huckleberry Hound Show, 1958–1961) ansehen, bei Kauka interessiert er sich für „Bonanza“ (1959–1973), bei Carlsen für „Denver“ und „Alexis“ (Dynasty, 1981–1989; Der Text ist wohl gegen die Zukunft nicht so resistent wie die Zeichnung, im Bild von Franquin bleibt es eine Geschichte aus den beginnenden 1960er-Jahren).
- Ein Bretzelburger ist mit einer alten Zeitung (aus besseren Zeiten) bekleidet. Im Original und bei Carlsen nimmt er nur Bezug auf ein „d’avant/vorher“. Kauka quantifiziert diesen Inhalt, die Geschichte ist bei Kauka 1969 erschienen und im 1975 spielenden Comic 35 Jahre alt.

## Veröffentlichungen (Primärliteratur) und Vernetzungen
- QRN sur Bretzelburg (Comic-Album von Dupuis, Kopierrechte 1966, Druck von 1989, Länge 61 Seiten).
- FF-Extra 2 (Kauka-Verlag, 1969, Länge der Geschichte QRN ruft Bretzelburg im TB-Format: 125 Seiten).
- QRN ruft Bretzelburg (Carlsen, 1987, Länge 65 Seiten).
- QRN ruft Bretzelburg (ISBN 3-551-77216-9); Carlsen, 2003, Länge 67 (+ 5 Erläuterungs-) Seiten.